# Vanilla claviculata
Vanilla claviculata är en orkidéart som beskrevs av Olof Swartz. Vanilla claviculata ingår i släktet Vanilla och familjen orkidéer. Inga underarter finns listade i Catalogue of Life.